# Nīāz Bolāgh
Nīāz Bolāgh (persiska: نياز بلاغ, نِياز بُلاغ) är en ort i Iran.   Den ligger i provinsen Kurdistan, i den nordvästra delen av landet, 300 km väster om huvudstaden Teheran. Nīāz Bolāgh ligger 1 905 meter över havet och antalet invånare är 369.
Terrängen runt Nīāz Bolāgh är platt västerut, men österut är den kuperad. Terrängen runt Nīāz Bolāgh sluttar västerut.Runt Nīāz Bolāgh är det ganska tätbefolkat, med 54 invånare per kvadratkilometer. Närmaste större samhälle är Qohord-e Bālā, 17,4 km öster om Nīāz Bolāgh. Trakten runt Nīāz Bolāgh består i huvudsak av gräsmarker.